# Teuscheria dodsonii
Teuscheria dodsonii är en orkidéart som beskrevs av Robert Louis Dressler. Teuscheria dodsonii ingår i släktet Teuscheria och familjen orkidéer. Inga underarter finns listade i Catalogue of Life.